# Mahamoudou Ouédraogo
Pour les articles homonymes, voir Ouedraogo.
Mahamoudou Ouédraogo, né le 7 mars 1956 à Ouagadougou, est un journaliste, écrivain et homme de culture burkinabè.

## Biographie

### Carrière de journaliste
Il fait des études de journalisme au Centre d’études des sciences et techniques de l'information (CESTI) de Dakar, et des études de communication à l'université de Paris II, où il soutient en 1987 un DEA sur la télévision au Burkina, puis en 2009, à l'université Michel de Montaigne de Bordeaux, une thèse intitulée Économie des médias : le cas burkinabè (2000-2006).
Il devient présentateur du journal télévisé à la Télévision nationale burkinabè, avant d'en être le rédacteur en chef. Puis il est directeur de la TNB en 1992.

### Ministre
Il devient ministre de la communication et de la culture en 1996, puis ministre de la culture, des arts et du tourisme en 2002. Il est depuis conseiller à la présidence.
En 2004, le jury du Grand prix littéraire d'Afrique noire lui accorde une mention spéciale pour son roman Roogo.

## Œuvres scientifiques
En 2009, Mahamoudou Ouédraogo soutient, sous la direction du Pr Annie Lenoble-Bart de l’Université Michel de Montaigne Bordeaux III, une thèse de doctorat en sciences de l'information et de la communication sur le thème « Economie des médias : le cas burkinabè (2000-2006 ».

## Sélection de publications[6]
- Culture et développement en Afrique, L'Harmattan, 2000.
- Internet au Burkina Faso : réalités et utopies, avec Joachim Tankoano, L'Harmattan, 2002.
- Roogo, L'Harmattan, 2004[7].
- Sur le pont, L’Harmattan, Burkina Faso, 2016
- L'impair d'or, L’Harmattan Burkina Faso, 2016